# Tschechoslowakische Neue Welle
Die Tschechoslowakische Neue Welle (auch Tschechische Neue Welle; tschechisch: Československá nová vlna) bezeichnet eine produktive Phase der Filmproduktion in der Tschechoslowakei der 1960er-Jahre. Die Liberalisierung des sozialistischen Regimes und die Aufhebung der Zensur erlaubte es Filmemachern, gesellschaftskritische Filme zu drehen. Mit der Niederschlagung des Prager Frühlings und der Politik der sogenannten Normalisierung endete die Neue Welle.

## Charakteristik
Die Tschechoslowakische Neue Welle nahm Anregung bei der tschechischen Avantgarde-Literatur der Gruppe Devětsil und internationalen Filmbewegungen wie der französischen Nouvelle Vague („Neue Welle“), dem Italienischen Neorealismus und dem amerikanischen Direct Cinema. Die Filme sind stilistisch sehr unterschiedlich, weisen aber alle große Experimentierfreudigkeit auf. Es herrscht eine Tendenz zur unbeschwerten Komödie, in die jedoch Kritik am politischen System eingearbeitet ist. Lange improvisierte Dialoge, schwarzer und absurder Humor sowie der Einsatz von Laienschauspielern waren typisch. Auch der Dokumentarfilm hatte Anteil an der Bewegung, er war vom Cinéma vérité inspiriert.
Vertreter der Tschechoslowakischen Neuen Welle sind die Regisseure Miloš Forman, Věra Chytilová, Ivan Passer, Jaroslav Papoušek, Antonín Máša, Pavel Juráček, Jiří Menzel, Jan Němec, Jaromil Jireš, Evald Schorm, Vojtěch Jasný, Jan Schmidt, Zbyněk Brynych, Juraj Herz, Juraj Jakubisko, Peter Solan, Štefan Uher, Ján Kadár, Elo Havetta und Hynek Bočan.
Zwei Filme, die der Tschechoslowakischen Neuen Welle zugeschrieben werden, konnten den Oscar für den Besten Internationalen Film (damals: Bester fremdsprachiger Film) gewinnen: Das Geschäft in der Hauptstraße im Jahr 1966, Liebe nach Fahrplan folgte 1968.

## Filme (Auswahl)

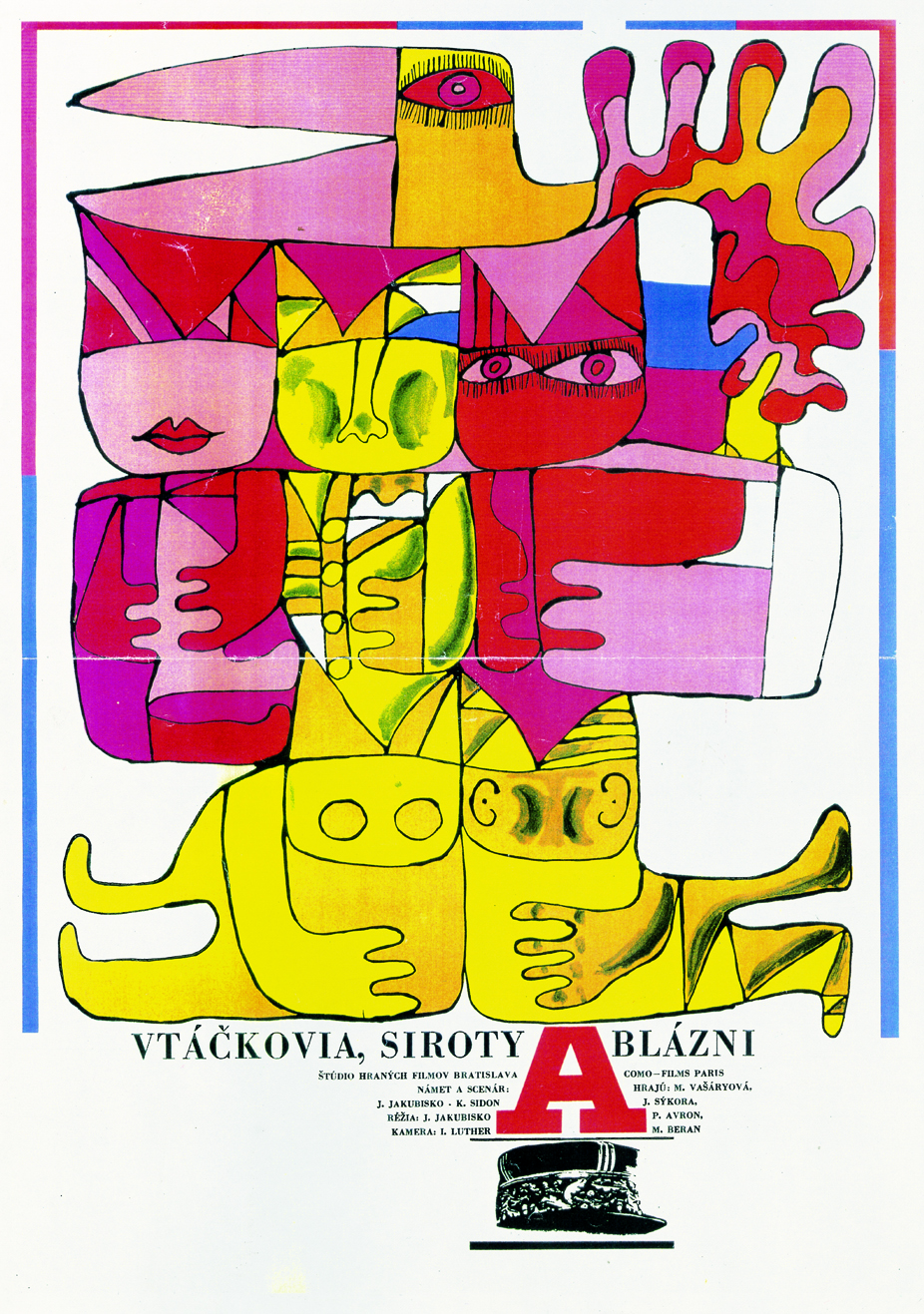
Filmplakat zu Vögel, Waisen, Narren von Juraj Jakubisko

- Der schwarze Peter (Černý Petr) von Miloš Forman, 1963
- Von etwas anderem (O něčem jiném) von Věra Chytilová, 1963
- Nächtliche Diamanten (Démanty noci) von Jan Němec, 1964
- Mut für den Alltag (Každý den odvahu) von Evald Schorm, 1964
- Der Schrei (Křik) von Jaromil Jireš, 1964
- Das Geschäft in der Hauptstraße (Obchod na korze) von Ján Kadár, 1965
- Es lebe die Republik (Ať žije republika) von Karel Kachyňa, 1965
- Intime Beleuchtung (Intimní osvětleni) von Ivan Passer, 1965
- Perlen auf dem Meeresgrund (Perličky na dně), Episodenfilm, 1965
- Liebe nach Fahrplan (Ostře sledované vlaky) von Jiří Menzel, 1966
- Tausendschönchen (Sedmikrásky) von Věra Chytilová, 1966
- Über das Fest und seine Gäste (O slavnosti a hostech) von Jan Němec, 1966
- Die Liebe einer Blondine (Lásky jedné plavovlásky) von Miloš Forman, 1966
- Marketa Lazarová von František Vláčil, 1967[5]
- Der Feuerwehrball (Hoří, má panenko) von Miloš Forman, 1967
- Der Leichenverbrenner (Spalovač mrtvol) von Juraj Herz, 1969
- Vögel, Waisen, Narren (Vtáčkovia, siroty a blázni) von Juraj Jakubisko, 1969
- Ein Fall für einen Henkerslehrling (Případ pro začínajícího kata) von Pavel Juráček, 1969
- Valerie – Eine Woche voller Wunder (Valerie a týden divů) von Jaromil Jireš, 1970